# Istoria Elveției
Deși istoria Elveției moderne poate fi considerată că începe la 1848, când Confederatia Helvetica a devenit un stat federal (mai exact, o republică federală), istoria Confederației Elveției ca o uniune de cantoane relativ autonome începe cu circa 600 de ani mai devreme, făcând această țară una dintre cele mai vechi republici din lume care există neîntrerupt de la fondarea ei din 1291 și până astăzi.
Articolul de față prezintă istoria Elveției atât înainte, cât și după fondarea Confederației inițiale, scoțând în evidență evenimentele notabile care au avut loc pe teritoriul de azi al Elveției. La început evenimentele prezentate sunt mai ales cele legate de primele trei cantoane fondatoare ale Confederației (Uri, Schwyz și Unterwalden, situate în centrul Elveției), extinzându-se mai apoi, pe măsură ce Confederația a crescut, până la maxima extindere de azi, care se menține din 1815.

## Istoria timpurie
Dovezile arheologice sugerează că în zona de câmpie a Alpilor Elvețieni s-au stabilit vânători încă din perioada de sfârșit a paleoliticului. În perioada neolitică zona a fost relativ dens populată.
În anul 58 î.Hr. elveții au încercat să se sustragă presiunii triburilor migratoare germanice prin mutarea în Galia, dar au fost învinși la Lawrenceburg de către armatele lui Iulius Cezar și trimiși înapoi. Regiunea alpină a fost integrată în Imperiul Roman și a fost  larg romanizată în cursul secolelor următoare. Centrul administrației romane a fost la Aventicum.
Primii episcopi creștini au apărut în secolul al IV-lea. Odată cu căderea Imperiului Roman de Apus au intrat în zonă triburile germanice. Burgunzii s-au stabilit în vest, în timp ce în partea de nord coloniștii alamani au fost forțați să se retragă în munți. Burgundia a devenit o parte din regatul francilor în 534; doi ani mai târziu ducatul alamanilor a urmat exemplul.
Sub regii carolingieni sistemul feudal a proliferat, iar mănăstirile și episcopii au devenit  factori importanți pentru menținerea regulilor.
În secolul al XII-lea ducii de Zähringen și-au extins autoritatea peste o parte din teritoriile Burgundiei, în partea de vest a Elveției actuale. Ei au fondat multe orașe, inclusiv Fribourg, în 1157, și Berna, în 1191. Dinastia Zähringer s-a încheiat cu moartea lui Berchtold V. După 1218 și orașele lor au devenit independente (germană: reichsfrei).
Rudolf I de Habsburg, care a devenit Sfânt Împărat Roman în 1273, a revocat de facto statutul de independență acordat cantoanelor Uri, Schwyz și Unterwalden. Aceste cantoane zise „forestiere” au pierdut, astfel, statutul de independență și au fost guvernate de logofeți (germană: Vogt).

## Formarea și Confederația Veche (1291–1523)
În 1291, cantoanele Uri, Schwyz și Unterwalden au decis să fie unite, să apere pacea până la moartea împăratului Rudolf I de Habsburg. Unirea lor, nucleul Vechii Confederații Elvețiane, este înregistrată în Carta Federala, printr-un document scris, probabil, după secolul al 14-lea. În luptele de la Morgarten și de la Sempach, Elveția a învins Habsburgii, câștigând autonomie sporită în cadrul Sfântului Imperiu Roman.
Prin 1353, celor trei cantoane inițiale le-a fost alăturate Glarus, Zug și statele orașului Lucerna, Zürich, și Berna, formand "Federația Veche" din opt state care au persistat în cea mai mare parte din secolul al 15-lea. Zürichul a fost expulzat din Confederație în 1440 din cauza unui conflict pe teritoriul Toggenburgului (Vechiul Zürich). Puterea și bogăția confederației a crescut semnificativ, cu o serie de victorii în 1470 și succesul mercenarilor elvețieni.
Pentru lista tradițională de cantoane reflectă în această stare, lista celor opt "Cantoane vechi" în primul rând, cu statele precedente cantoanelor fondatoare, urmată de cantoane care au aderat la Confederație după 1481, în ordine istorică.
Elveția a învins Liga șvăbești în 1499 și înainte de a obține o mai mare autonomie colectivă în cadrul Sfântului Imperiu Roman, inclusiv scutirea de reformele imperiale din 1495 și imunitea asupra corupției imperiale. În 1506, Papa Iulius al II-lea angajat Garda Elvețiană, care continuă să servească papalitatea până în prezent. Extinderea Confederației și reputația de invincibilitate dobândite în timpul războaielor anterioare au suferit un regres în 1515 cu prima înfrângere elvețiană în Bătălia de la Marignano.

## Reforma (1523–1648)
Reforma în Elveția a început în 1523, condusă de Huldrych Zwingli, preot al Bisericii din Zürich începând cu 1518. Zürich a adoptat religia protestantă, alăturând cinci cantoane, în timp ce restul cinci au rămas catolice. Aceasta a dus la războaie religioase inter-cantonale, în 1529 și 1531, dar Confederația a supraviețuit.
În timpul Războiului de Treizeci de Ani, Elveția a fost o "oază de pace și prosperitate" într-o Europă sfâșiată de război, mai ales pentru că toate marile puteri din Europa, au depins de mercenari elvețieni, ce nu ar lăsa Elveția să cădă în mâinile unuia dintre rivalii lor. Din punct de vedere politic, au încercat să ia toate influențele, prin intermediul unor comandanți de mercenari, cum ar fi Jörg Jenatsch sau Johann Wettstein Rudolf.

## Independența și Ancien Régime (1648–1798)
Articol principal: Ancien Régime, Elveția
După Tratatul de la Westfalia din 1648, Elveția a obținut independenta juridică față de Sfântul Imperiu Roman. Valtellina a redevenit după tratat dependentă de "uniunea de trei" și a rămas așa până la fondarea Republicii Cisalpine de Napoleon Bonaparte în 1797.
În 1653, țăranii din teritoriile Lucerna, Berna, Solothurn și Basel s-au revoltat din cauza devalorizării monedei. Deși autoritățile au prevalat în acest război țărănesc elvețian, inițiind reforme fiscale și împiedicând o dezvoltare absolutistă. Tensiunile confesionale au rămas, totuși, cauzând luptele de la Villmergen în 1656 și 1712.

## Era Napoleoniană (1798–1848)
În timpul revoluției franceze, armatele franceze au învăluit Elveția în timpul luptelor împotriva Austriei. În 1798 Elveția a fost complet cucerită de francezi, care au transformat-o în Republica Helvetică, eliminând cantoanele. După ce a fost impusă de către o putere străină, bazându-se pe trupele franceze pentru a supraviețui, Republica Helvetică a fost extrem de nepopulară și s-a confruntat cu probleme grave economice, politice și revolte. Constituția nouă nu avea spiritul elvețian, ci filosofia politică a Revoluției franceze.
În 1803 Legea lui Napoleon de mediere a restaurat parțial suveranitatea cantoanelor și fostele teritorii afluente și aliate Aargau, Thurgau, Grisons, St. Gallen, Vaud și Ticino au devenit astfel cantoane cu drepturi egale.
După Congresul de la Viena din 1815 se restabilește independența și neutralitatea permanentă. Valais, Neuchatel și Geneva s-au alăturat, de asemenea, Elveției, ca și cantoanele noi, extinzând teritoriul elvețian pentru ultima oară.

## Elveția ca stat federal (1848–1914)
Partidul Radical, alcătuit din burghezia urbană, care a fost puternică în cantoanele protestante, a obținut majoritatea în Dieta Federală la începutul anilor 1840. Ei au propus o nouă constituție pentru Confederația Elvețiană, care ar atrage cantoanele într-o relație mai strânsă. În 1843 patricienii conservatori de la oraș, precum și cantoanele catolice s-au pronunțat împotriva noii constituții. În plus față de centralizarea guvernului elvețian, proiectul noii constituții includea, de asemenea, protecții pentru comerț și alte măsuri progresive de reformă.
În 1847 cantoanele catolice au format o uniune separată în cadrul confederației ([Sonderbund], Uniunea Separatistă). Acest lucru a condus la Sonderbundskrieg (războiul uniunii separatiste). Radicalii, speriați de o preluare iezuită, dinspre guvernul național, a ordonat desființarea Uniunii Separatiste. Atunci când aceștia au refuzat, armata națională a atacat Uniunea Separatistă, iscându-se într-un scurt război civil între catolici și protestanți. Uniunea Separatistă a fost învinsă în mai puțin de o lună; au existat aproximativ 130 de morți. În afară de revolte mici, acest lucru a fost ultimul conflict armat pe teritoriul elvețian.
Ca o consecință a războiului civil, Elveția a adoptat o constituție federală în 1848, modificată extensiv în 1874 care stabilea responsabilități federale pentru apărare, comerț și probleme juridice, lăsând toate celelalte aspecte pentru guvernele cantonale. De atunci începând, progresul politic, economic și social continuă să caracterizeze istoria Elveției.

## Războaiele Mondiale (1914–45)
Marile puteri au respectat neutralitatea Elveției în timpul primului război mondial, deși Afacerea Grimm-Hoffmann s-a apropiat numindu-l în discuție.
În timpul celui de-al doilea război mondial, Germania a vrut să-l invadeze, dar niciodată nu atacat. În conformitate cu generalul Henri Guisan, armata elvețiană s-a pregătit pentru mobilizare în masă a milițiilor împotriva invaziei, și preparate puternice, bine-stocate pe poziții înalte în Alpi cunoscute sub numele de Réduit. Elveția a rămas independentă și neutră printr-o combinație de descurajare militare, concesii economice în Germania, și norocul ca evenimente mai mari în timpul războiului întârziat o invazie. Încercările partidul nazist de a provoca un Anschluss cu Germania  a eșuat lamentabil, în mare parte datorită patrimoniului multicultural al Elveției, cu un puternic  naționalism, și o îndelungată tradiție a democrației directe și a libertății civile. Presa elvețiană a criticat cu fermitate cel de-al treilea Reich. Elveția a fost o bază importantă pentru spionaj de către ambele părți în conflict și de comunicații între Axă și Puterile Aliate.
Comerțul Elveției a fost blocat atât de aliați, cât și de Axă. Ambele părți au exercitat presiuni asupra Elveției. Cooperarea economică și extinderea creditului acordat de-al treilea Reich a variat în funcție de probabilitatea percepută de invazie, și disponibilitatea de alți parteneri comerciali. Concesiile lor au atins apogeul după o legătură feroviară esențială prin Vichy, Franța a fost ruptă în 1942, lăsând Elveția complet înconjurată de Axa. În timpul al doilea razboi mondial, francul elvețian a fost singura moneda rămase liber convertibilă în lume, și atât aliații și germanii vândut cantități mari de aur la Banca Națională a Elveției. Între 1940 și 1945, Reichsbank german a vândut 1.3 miliarde de franci de aur în valoare a Băncilor Elvețiene la schimb pentru franci elvețieni și alte valute străine. Sute de milioane de franci în valoare de acest aur era de aur monetar jefuit de la băncile centrale ale ocupate țări. În total, schimburile comerciale dintre Germania și Elveția au contribuit cu aproximativ 0,5% la efortul de război german, dar nu a putut prelungi în mod semnificativ de război.

## După 1945
După război, autoritățile elvețiene au considerat necesară construirea unei bombe nucleare elvețiene. Fizicieni nucleari de la Institutul Federal de Tehnologie, cum ar fi Paul Scherrer au făcut aceasta o posibilitate realistă, iar în 1958 populația a votat în favoarea bombei. Neproliferarea armelor nucleare a fost văzut ca o alternativă valabilă, cu toate acestea, iar bomba nu a fost niciodată construită.
Din 1959, Consiliul Federal, ales de parlament, este compus din membri ai celor patru partide principale, Protestanții Democrați Liberi, Creștinii Catolici Democrați, Democrații Sociali de stânga și Partidul Popular de dreapta, creând în esență, un sistem fără o opoziție parlamentară considerabilă, care reflectă poziția puternică de o opoziție într-o democrație directă.
În 1963, Elveția a aderat la Consiliul Europei. Femeilor li s-au acordat dreptul de a vota numai în 1971, și un egal drept de amendament a fost rectificat în 1981. În 1979, parți din cantonul Berna au obținut independența, formând noul cantonul Jura, care a readerat la confederație.
Rolul Elveției în Organizația Națiunilor Unite și organizațiile internaționale au contribuit la atenuarea preocuparea țării pentru neutralitate. În 2002, Elveția a fost ratificată oficial în calitate de membru al ONU - singura țară care unește după obținerea acordului printr-un vot popular.
Elveția nu este un stat membru al UE, dar a fost (împreună cu Liechtenstein), înconjurată de  teritoriul UE, de la aderarea Austriei în 1995. În 2005, Elveția au convenit să adere la tratatul Schengen și Convenția de la Dublin prin vot popular.

## Ordinea de intrare a cantoanelor în Confederatia Helvetica
- 1291 --  Cantonul Uri,  Cantonul Schwyz, Cantonul Unterwalden (azi împărțit între  Cantonul Obwalden și  Cantonul Nidwalden);
- 1332 --  Cantonul Lucerna;
- 1351 --  Cantonul Zürich;
- 1352 --  Cantonul Glarus,  Cantonul Zug;
- 1353 --  Cantonul Berna;
- 1481 --  Cantonul Fribourg,  Cantonul Solothurn;
- 1501 --  Cantonul Basel-Oraș,  Cantonul Basel-Provincie,  Cantonul Schaffhausen;
- 1513 --  Cantonul Appenzell Extern,  Cantonul Appenzell Intern;
- 1803 --  Cantonul Sfântul Gall,  Cantonul Graubünden,  Cantonul Argovia,  Cantonul Turgovia,  Cantonul Ticino,  Cantonul Vaud;
- 1815 --  Cantonul Valais,  Cantonul Neuchâtel,  Cantonul Geneva;
- 1979 --  Cantonul Jura (prin secesiune din Cantonul Berna)